# Evert Jan Rotshuizen

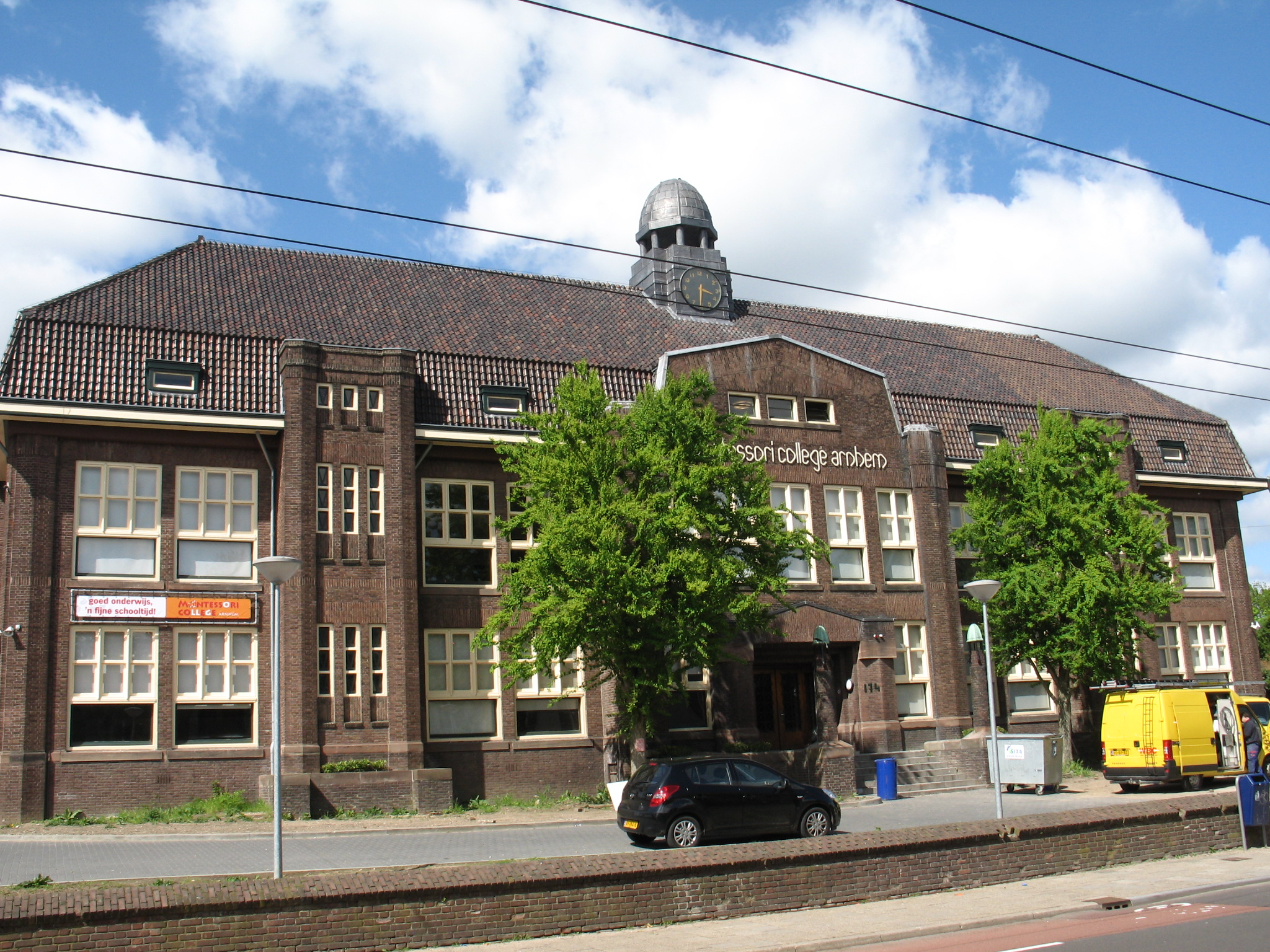
Het Christelijk Lyceum, thans Montessori College, in Arnhem

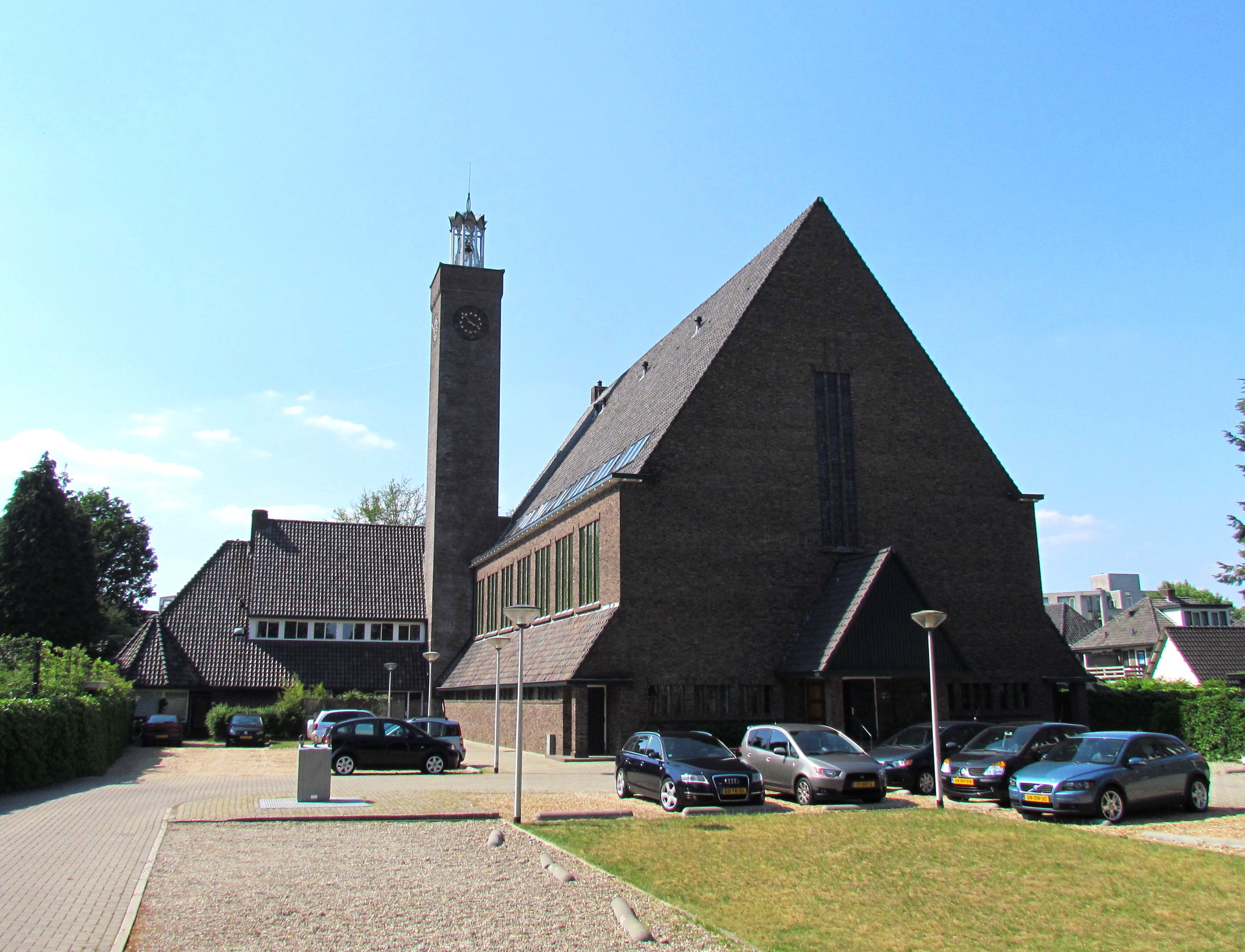
De (voormalige) Zuiderkerk in Apeldoorn

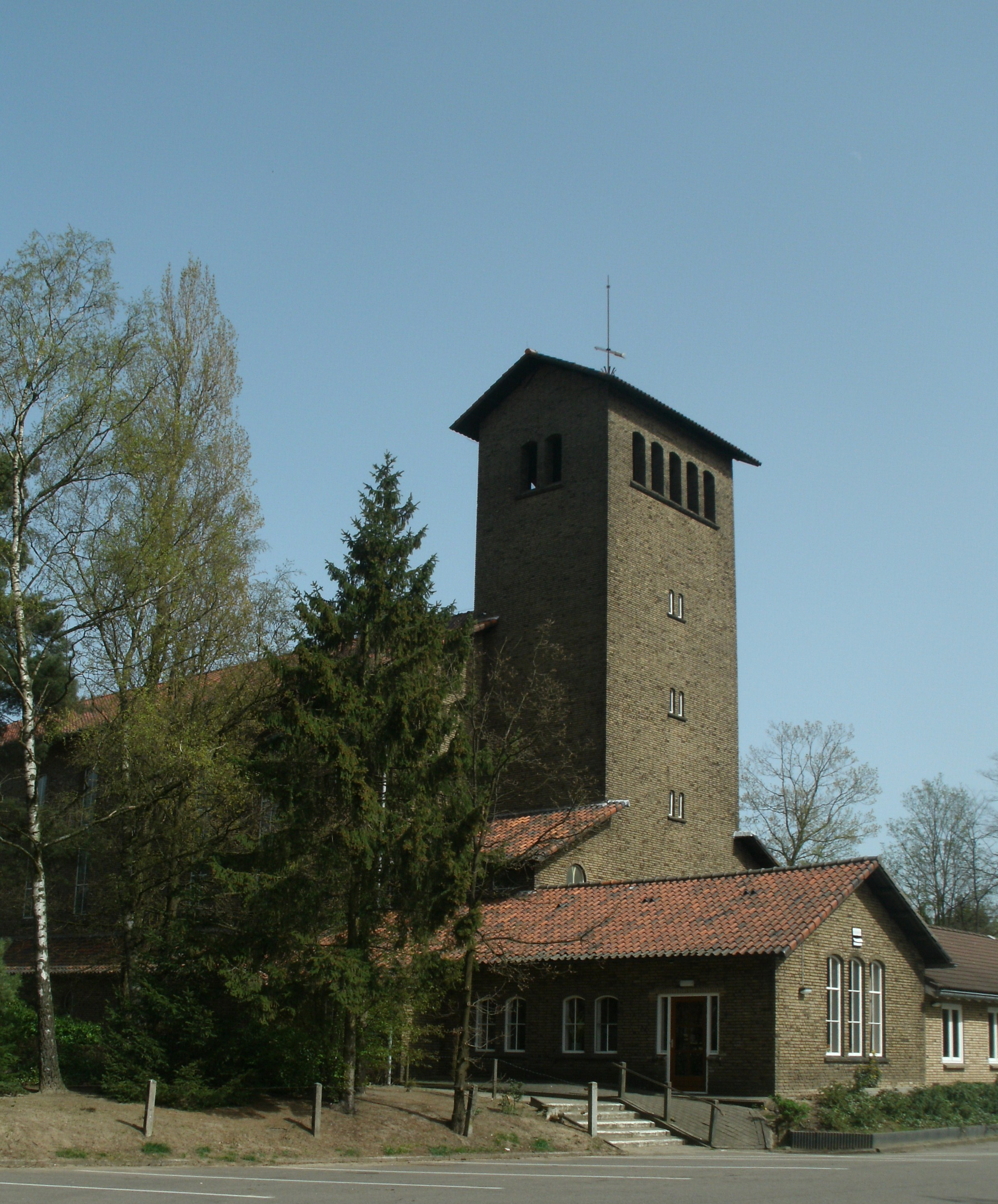
De Beatrixkerk in Ede

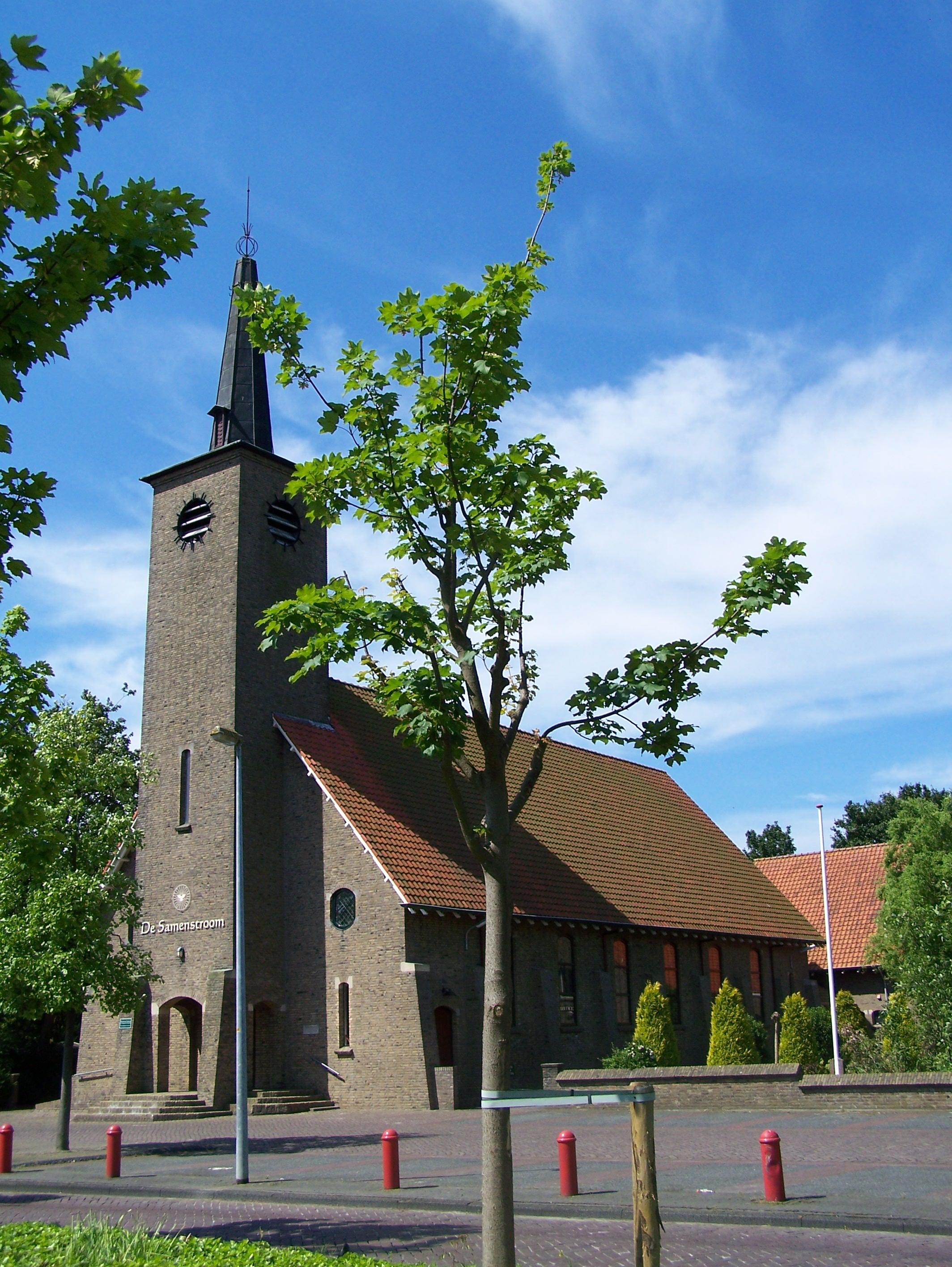
De gereformeerde kerk, thans De Samenstroom, in Wieringerwerf

Evert Jan Rotshuizen (Heelsum, 12 juni 1888 - Arnhem, 1 september 1979) was een Nederlandse architect, gevestigd te Arnhem. Daarnaast was hij journalist (onder andere redacteur van een architectuurtijdschrift) en oprichter en directeur van Koninklijke PBNA (een instelling voor schriftelijk onderwijs). Van zijn vele bouwwerken in Gelderland zijn te noemen het Christelijk Lyceum in Arnhem uit 1926 (rijksmonument) en de gereformeerde Zuiderkerk in Apeldoorn (gemeentelijk monument). Tot 1939 was zijn achternaam Rothuizen. 

## Levensloop
Rothuizen werd geboren als zoon van Jan Rothuizen en Janna Renes. Uit het huwelijk werden elf kinderen geboren: zes jongens en vijf meisjes. Vader Rothuizen had een aannemersbedrijf dat hij in 1916 overdroeg aan twee van zijn zonen. Evert Jan, het zesde kind in de familie, kreeg evenals zijn broers een bouwkundige opleiding. Hij bezocht de ambachtsschool en volgde daarna opleidingen tot bouwkundig tekenaar en bouwkundig opzichter. Rothuizen volgde onder andere cursussen van het instituut 'Jacob van Campen' in Amsterdam dat onder leiding stond van de architecten F. Wind en L. Zwiers. Beide architecten waren tevens vaste medewerkers van het Centraalblad der Bouwbedrijven voor Nederland en Koloniën. Intussen vond Rotshuizen werk als ambtenaar van Rijkswaterstaat. Hij sloot zijn opleiding af met een staatsexamen voor de akte M.O. bouwkunde. In 1910 werd hij zelf docent bij het instituut 'Jacob van Campen'.
Op 26 augustus 1913 trouwde Rothuizen met Dirkje Salomons. Haar vader, Wouter Salomons, was aannemer in Amersfoort. Het echtpaar vestigde zich aan de Paul Krugerstraat 14 in Arnhem. Het Polytechnisch Bureau, dat aan de St. Peterlaan 43 was gevestigd, verhuisde ook naar dit nieuwe adres. Al in 1914 moesten het gezin en het bureau weer verhuizen wegens ruimtegebrek. Het nieuwe adres was Rijnkade 106. Ook daar was binnen enkele jaren te weinig ruimte voor PBNA. Het instituut verhuisde naar de Velperbuitensingel 6. Later werden de nummers 5, 7 en 8 erbij gekocht. Voor zijn eigen gezin ontwierp Rothuizen in 1919 een huis aan de Schröderlaan, tegenwoordig Tromplaan 21, in Velp. Het is een fors bakstenenhuis met een mansardedak en aan de straatzijde een dwarskap met hoge topgevel. Het huis kreeg de naam 'Zonnegaarde'. In 1934 verhuisde de familie naar een eveneens door Rotshuizen ontworpen huis aan de Bakenbergseweg 85. Op 7 september 1939 vond de naamswijziging van Rothuizen naar Rotshuizen plaats. Rotshuizen probeerde ook de familie elders in het land, onder wie verschillende architecten, tot deze verandering over te halen, maar dat lukte hem niet.

## PBNA en BUVANI
In 1912, verscheen in het Centraalblad der Bouwbedrijven voor Nederland en Koloniën een advertentie van het Bouwkundig Instituut 'Nederland' te Arnhem, dat bouwkundige en waterbouwkundige cursussen aanbood. Als directeur wordt 'E.J. Rothuizen' vermeld. In 1912 verscheen ook Rothuizens eerste technische boek, over dakbedekkingen. In 1913 werd Bouwkundig Instituut 'Nederland' versterkt met een tweede directeur, de eerder genoemde F. Wind. In hetzelfde jaar werd het cursusaanbod uitgebreid met werktuigbouwkunde en elektrotechniek. De naam werd daarom gewijzigd in Polytechnisch Bureau Nederland Arnhem, afgekort tot PBNA. Het instituut was zeer succesvol en in 1918 behaalden er evenveel leerlingen een diploma 'bouwkundig opzichter' als bij alle andere opleidingen tezamen. In dat jaar werden Rotshuizen en Wind de hoofdredacteuren van het Centraalblad der Bouwbedrijven voor Nederland en Koloniën.

Met Folkert Wind werkte Rotshuizen in Arnhem ook samen in hun architectenbureau BUVANI. De hoofdwerkzaamheid van Wind was echter PBNA. BUVANI werd in 1933 een naamloze vennootschap. Tot halverwege de jaren dertig was verder Alphons Dirkse aan dit bureau verbonden. Er waren in de jaren dertig verschillende medewerkers, onder wie H. Geels, die zich later als zelfstandig architect vestigde.
Na de Tweede Wereldoorlog ging BUVANI een samenwerking aan met architect C. Dekker. Het bureau kreeg toen de naam 'Rotshuizen en Dekker'. Rotshuizen beëindigde zijn werkzaamheden als architect in 1951. Een jaar later, in 1952, kreeg PBNA het predicaat 'koninklijk'. Directeur Folkert Wind overleed in 1956. Rotshuizen legde zijn directeursfunctie in 1960 neer. In 1971 fuseerde PBNA met het Nederlands Schriftelijk Studiecentrum Culemborg (NSSC), dat gespecialiseerd was in alfa-vakken. Rotshuizen was nog commissaris tot 1979, toen het bedrijf werd overgenomen door Elsevier.

## Heveadorp
Voor de in de periode 1916-1918 nieuw te bouwen rubberfabriek Hevea in Doorwerth ontwierp hij het fabrieksdorp, het later zo genoemde Heveadorp, en de daarin staande woningen.

## Architect E.J. Rotshuizen
Architect Rotshuizen was gereformeerd en kreeg verschillende opdrachten voor gereformeerde kerken, christelijke scholen en zorginstellingen. Volgens zijn zoon Folkert, die een monografie schreef, speelde het geloof een rol in Rotshuizens leven, maar was hij verlichter dan veel 'kerkbroeders'. In hetzelfde boek citeert Folkert Rotshuizen een vriend die zijn vader goed heeft gekend. Deze typeert Rotshuizen als volgt: 'een enigszins rusteloze forse man, stevige familievader, zeer gastvrij, zat graag aan tafel met gezin en gasten waarbij zo mogelijk een glas mooie wijn werd geschonken. Opmerkingen die hem niet bevielen veegde hij met een bruusk gebaar weg. Zijn ijdelheden, als hij die zichzelf toestond, waren beperkt. Hij had ze wel, bijvoorbeeld een aparte auto met futuristische techniek. Meer om zelf van te genieten dan om te overbluffen. Hoe dan ook, een bijzondere man.' Architect Rotshuizen volgde de verschillende architectuurstromingen van zijn tijd met belangstelling, zonder zelf een uitgesproken keuze te maken. In de jaren twintig ontwierp hij vooral kerken, scholen, villa's en landhuizen in de trant van de Amsterdamse en de Haagse School. Later werd hij beïnvloed door de Delftse School, maar ook door de nieuwe zakelijkheid. Bij veel van zijn ontwerpen werkte hij samen met de Arnhemse glazenier J.H.E. Schilling. Deze Schilling ontwierp in 1937 ook een glas-in-loodraam ter gelegenheid van het 25-jarig bestaan van PBNA. Het raam werd in het trappenhuis van het pand aan de Velperbuitensingel geplaatst (in 1997 verhuisde het losgemaakte raam mee naar het pand aan de IJssellaan in Presikhaaf). Het thema van de glas-in-loodramen moest altijd passen bij de opdrachtgever of de aard van de opdracht. In 1924 schreef hij met H.J. Kockx en K. Brandts het boek 'Scholenbouw'. Dit naslagwerk biedt veel technisch-organisatorische informatie en een reeks foto's met voorbeelden van verschillende typen gebouwen en stijlen. Hij toonde verschillende oplossingen voor praktische problemen. Het boek had een grote verspreiding en er volgde enkele jaren later een herziene en uitgebreide druk. Rotshuizen schreef 'Scholenbouw' nadat hij ervaring had opgedaan met de bouw van een aantal christelijke scholen in Ede. Behalve scholen ontwierp hij kerkgebouwen voor verschillende gereformeerde kerken. Verder bestaat zijn oeuvre voor een groot deel uit woonhuizen, woningbouwcomplexen en landhuizen. Hij werkte zowel voor opdrachtgevers die voor zichzelf een huis lieten bouwen als voor 'projectontwikkelaars' zoals de Arnhemmer M. Fokkens, die veel woningen in Arnhem-Noord liet bouwen. In de jaren dertig maakte Rothuizen verschillende reizen om ontwikkelingen in de architectuur in het buitenland te bestuderen, onder andere in Italië. De invloed van deze reizen is onder andere te herkennen in de 'Italiaanse' architectuur van de Beatrixkerk in Ede, die hij in 1939 ontwierp. Tijdens en na de Tweede Wereldoorlog ontwikkelde Rotshuizens stijl zich verder in de richting van de Delftse School. In de jaren veertig was hij nog betrokken bij de woningbouw in de Arnhemse uitbreidingswijk Malburgen. Zijn laatste werk was de drukkerij van PBNA aan de Rietgrachtstraat in Arnhem, die hij samen met Dekker ontwierp.